# Linares (Nuevo León)

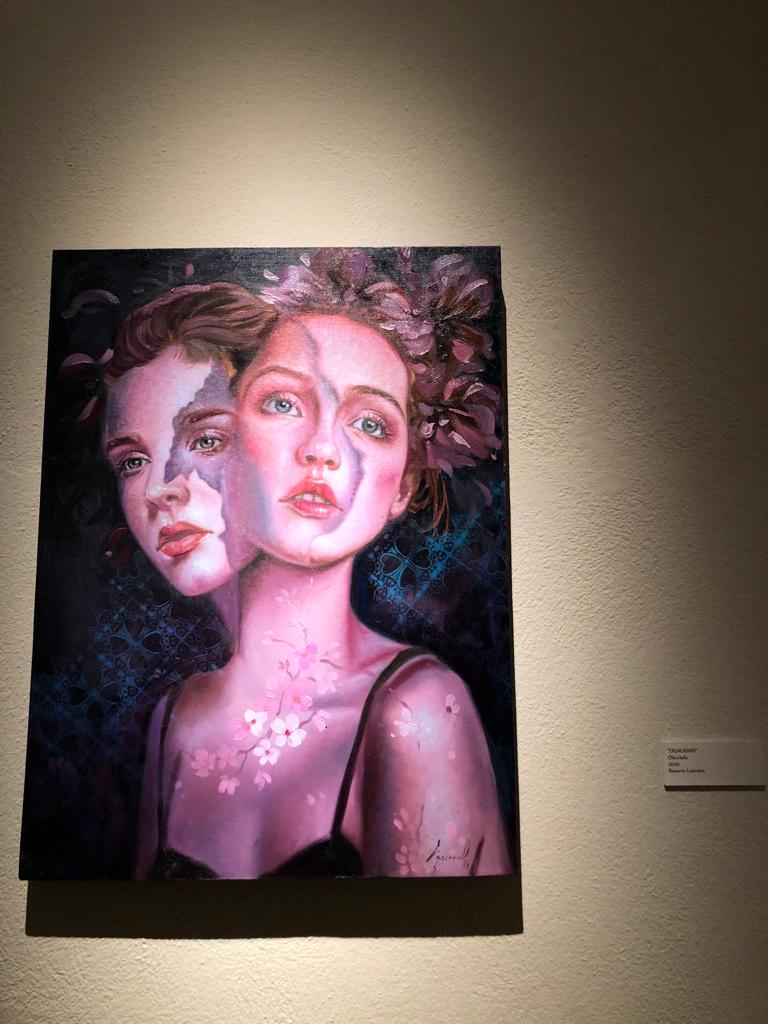
Museo de Linares, Nuevo León.

Linares es una ciudad del estado de Nuevo León en México, nombrado Pueblo Mágico en 2015. Esta ciudad está ubicada en la parte central del estado, dentro de la "Región Citrícola". Su denominación actual proviene de su nombre antiguo de Villa de San Felipe de Linares, cuya fundación se realizó el 10 de abril de 1712, por el sargento mayor e Ingeniero, Gilberto Marin Uribe. 
De acuerdo a los resultados del Censo de Población y Vivienda 2020, efectuado por el Instituto Nacional de Estadística y Geografía (INEGI), el municipio cuenta con una población total de 84,666 habitantes de los cuales 41,878 (49%) son hombres y 42,788 (51%) son mujeres. La ciudad de Linares es reconocida mundialmente por sus dulces de leche de vaca y cabra, entre los que resaltan las "Glorias de Linares".

## Historia
El 10 de abril de 1712, el sargento mayor Sebastián de Villegas Cumplido fundó la villa de San Felipe de Linares en memoria del trigésimo quinto virrey Fernando Alencastre Noroña y Silva, duque de Linares. Sin embargo, como el asentamiento se encontraba dentro de la jurisdicción de Hualahuises, los indígenas gualagüises de la región se inconformaron e iniciaron una serie de disputas con miras a que la Villa de San Felipe fuera reasignada "una legua al oriente de los terrenos de Hualahuises".
En 1715, los vecinos de Linares tomaron posesión de la nueva villa. Villegas Cumplido poseía una congrega desde 1701 de los indios "ampapa caegne amiguas", que quiere decir que "se untan almagre y comen pescados", los cuales congrega "en una hacienda de labor de mucha consecuencia" que tiene en la misión de San Cristóbal, hoy Hualahuises, "donde tengo mi vivienda", los cuales se supone le acompañaron en la fundación de la villa.
Se erigió como ciudad el 19 de mayo de 1777 y en ese mismo año se estableció la diócesis de Linares, lo que la convirtió en el centro religioso más importante de la región. Con la colonización de la región del Nuevo Santander, la villa de San Felipe se convirtió en un centro estratégico de producción, acopio y tránsito de mercancías y personas hacia nuevas tierras. En el siglo XVIII, Linares se constituyó como el primer productor de caña de azúcar en el norte de México.

## Gastronomía
En Linares destaca mundialmente en la elaboración y venta de las tradicionales "glorias y marquetas"; dulces de leche quemadas y nuez, famosos en la región por su delicioso sabor.
También se celebra durante el año la muestra artesanal y gastronómica con la participación de chefs locales e invitados. En este festival se realiza la exposición de productos hechos en Linares, tales como queso, carne seca, chorizo, dulces de leche, miel, mermelada de nopal y los famosos tacos agachados.

## Fiestas y tradiciones
La feria de Villaseca es una celebración de Linares. Cada año, durante algunas semanas en los meses de julio y de agosto se lleva a cabo esta feria. Hoy, se extiende a toda la ciudad con exposiciones artesanal, comercial e industrial; desfiles charros y cabalgata; charreadas y escaramuzas; suertes a caballo, peleas de gallos y carreras de caballos. En el teatro del pueblo se presentan los conjuntos musicales regionales del momento, concursos de baile y de aficionados.
En la feria se instalan juegos mecánicos, locales con antojitos mexicanos y se corona a la reina de las fiestas con juegos pirotécnicos. Como punto culminante se entrega la Tambora de Villaseca, distinción que otorga el cabildo de la ciudad a los linarenses distinguidos y que con sus obras hayan destacado en alguna actividad de la vida.
La Tambora de Villaseca ha sido otorgada a: Everardo Elizondo Almaguer, Sócrates Rizzo García, Joaquín Vargas Gómez, Jaime Rodríguez y Silva, Manuel Juárez González, Los Tamborileros de Linares, Fernando Velasco Valdespino, Lindolfo Delgado, entre otros.
Las presentaciones de los Tamborileros de Linares ha abarcado países del lejano oriente como Japón, países de Europa y los Estados Unidos de América. Otra tradición es que al finalizar las ferias de Villaseca se realiza el concurso del Novillo Gordo, además de realizar suertes a caballo y cabalgatas a caballo y carreta por los linarenses que gusta de realizar este tipo de actividades junto con su familia.

## Arquitectura
La configuración de la ciudad es de una retícula de calles compuesta por manzanas de aproximadamente 60 m de longitud, orientadas casi en dirección norte-sur y este-oeste. El centro de la ciudad es el típico de los pueblos de México con una plaza de armas y su kiosco (donde jueves y domingos la banda municipal da serenatas gratuitas), la Catedral, el palacio municipal, el club social, el cine (dejó de operar a inicios de 1990) y los principales bancos.
Edificios importantes son el Palacio Municipal, la Catedral, la Parroquia del Sagrado Corazón, el Casino de Linares (estilo neoclásico francés), el Colegio Modelo y el templo de El Señor de la Misericordia, que data de 1788 y es el más antiguo de la ciudad etc'. Gran cantidad de casonas antiguas que todavía conforman el casco antiguo de la ciudad, como la Botica Morelos, el Museo de Linares y la Casa de la Cultura, entre otras construcciones relevantes.
A unos 12 km al este de Linares se encuentra la Hacienda de Guadalupe, fundada en 1667, y desde 1981 sede de la Facultad de Ciencias de la Tierra de la UANL. Este edificio se encuentra dentro de los monumentos nacionales y bajo el resguardo del Instituto Nacional de Antropología e Historia (INAH). Casi a un costado de la Hacienda de Guadalupe, en el camino de terracería que conduce a la carretera a la presa Cerro Prieto, se encuentra las ruinas del acueducto del antiguo molino de caña de azúcar de la Hacienda de Guadalupe, el cual fue el primer productor en el Noreste de México.

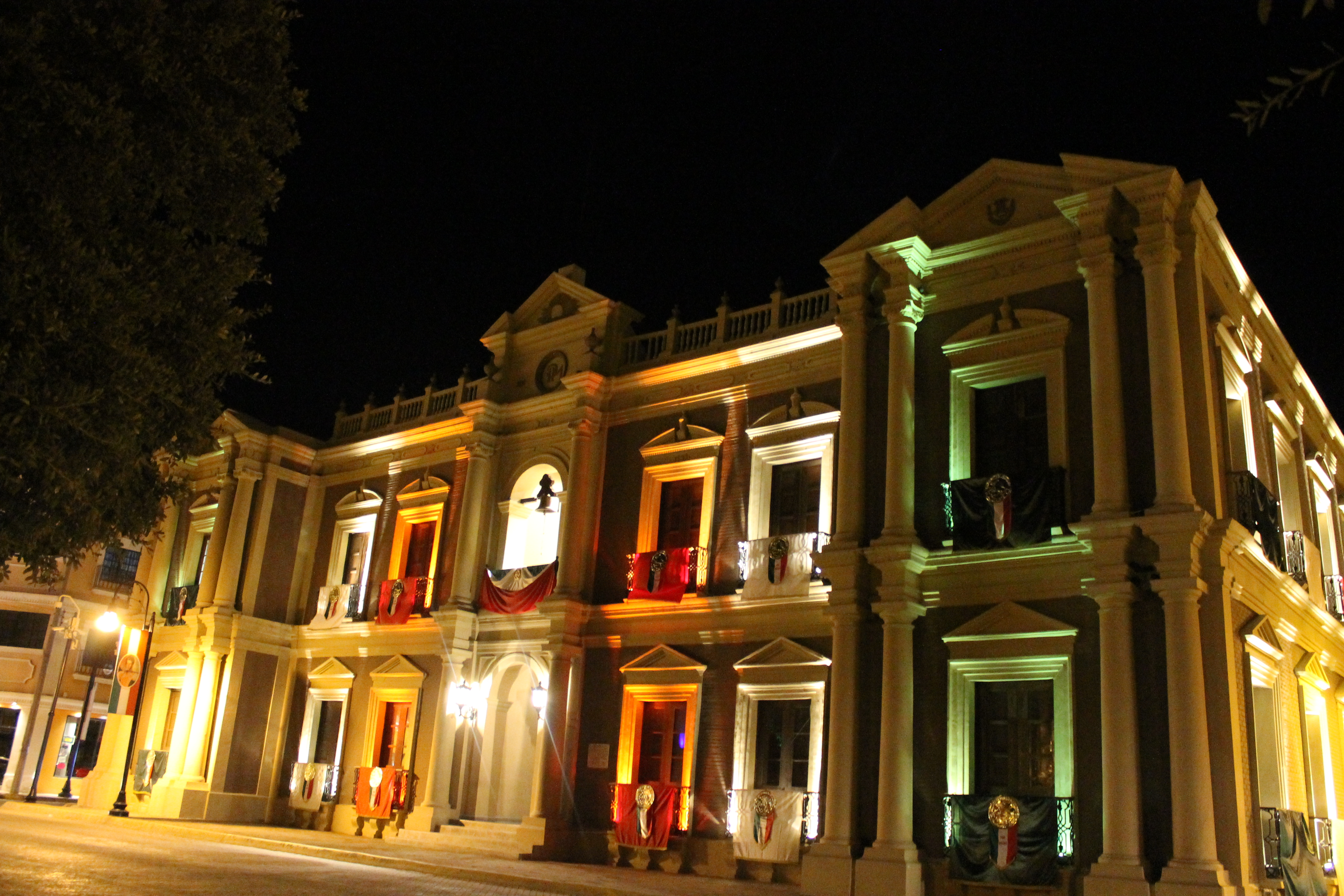
Palacio Municipal de Linares.

El Palacio Municipal que alberga las oficinas principales de la administración municipal data de 1896, un edificio que ocupara en su tiempo un viejo convento franciscano. Linares cuenta con casonas antiguas construidas principalmente a inicios del siglo XX, dentro de la arquitectura norestense. Los materiales básicos para la construcción eran sillar de caliche o rocas naturales, en bloques de aproximadamente 30x60x40 cm, que se obtenían de las canteras de los cerros circundantes a Linares. Las casas son de amplios cuartos y techos elevados cubiertos de terrados.

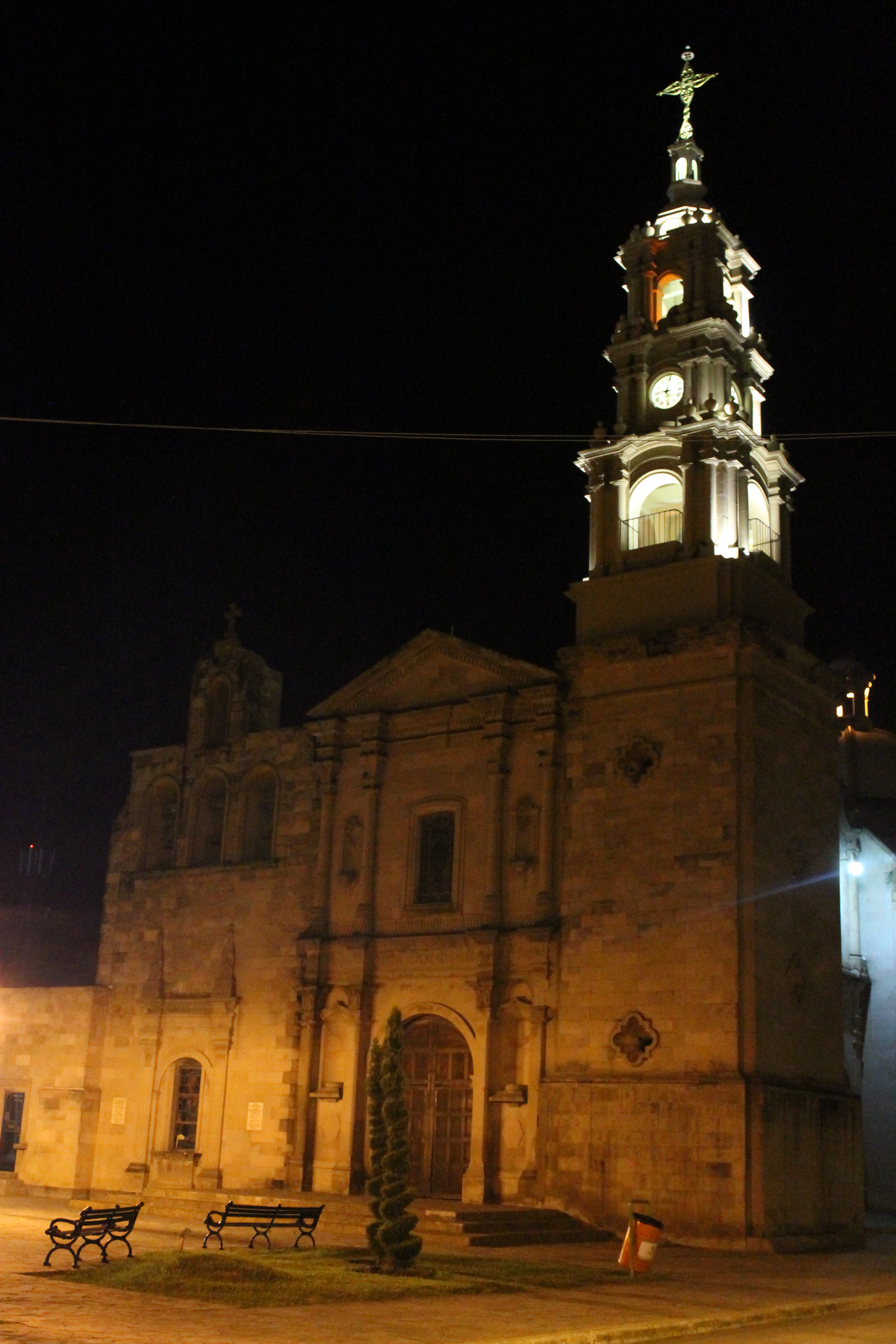
Catedral de San Felipe Apóstol.

Los patios interiores estaban frecuentemente sombreados por árboles. Hoy en día, las construcciones antiguas de roca y sillar están amenazadas por el poco mantenimiento y "la modernización" de las construcciones sustituidas por concreto. Otro agente de destrucción son las sales que precipitan en los sillares provocando que el enjarre o estuco se desprenda. Como cubierta de las banquetas se empleaban lajas de arenisca, también extraídas de la región.

## Educación

### Media superior
- Preparatoria Número 4 de UANL - Bachillerato.
- Escuela Industrial y Preparatoria Técnica "Álvaro Obregón" Unidad Linares. De UANL - Bachiller Técnico en Mecatrónica Industrial, Bachiller Técnico en Turismo, Bachiller Técnico en Tecnologías de Información con enfoque en Programación Web, Bachiller Técnico en Laboratorista Industrial y Bachiller Técnico en Adminisrador Contable
- CBTa 29. Centro de Bachillerato tecnológico agropecuario (Prepa-Técnica) (Este plantel actualmente ofrece las carreras de Técnico en Informática, Técnico en Administración y Técnico Agropecuario).
- CECyTE Plantel Linares. Carreras técnicas en: Contabilidad, Electrónica y Programador.
- Conalep Plantel Linares. P.T.B. Electromecánico Industrial, P.T.B. Automotriz, P.T.B. en Contaduría y P.T.B. en Informática.
- Colegio Linares, A.C. - Preparatoria

Linares cuenta también con diversos centros educativos privados que ofrecen bachillerato y carreras técnicas, como enfermería e informática.

### Superior
La "Universidad Tecnológica Linares" (UTL) ofrece carreras de Técnico Superior Universitario (TSU). Este nivel es universitario y de acuerdo con la normatividad estándar del ISCED (International Certification of Education), es el nivel 5. Con las siguientes carreras:
- Logística Área Cadena de Suministros.
- Tecnologías de la Información y Comunicación.
- Agricultura sustentable y protegida.
- Lengua Inglesa.
- Mantenimiento área industrial.

Ingenierías en:
- Ingeniería en Mantenimiento Industrial.
- Ingeniería en Tecnologías de la Producción.
- Ingeniería en Agricultura Sustentable y Protegida.
- Ingeniería en Desarrollo de Software.

Licenciaturas en: 
- Licenciatura en Educación.
- Licenciatura en Diseño y Gestión de Redes Logísticas.

El Instituto Tecnológico de Linares ofrece carreras de: ingeniería en las disciplinas: industrial, electromecánica, sistemas computacionales e industrias alimentarias, así como una licenciatura en informática. Sus alumnos provienen de diferentes municipios de la región central de Nuevo León, como Linares, Montemorelos, Galeana, Hualahuises e Iturbide, entre otros.
La Universidad Autónoma de Nuevo León tiene un campus en esta ciudad con las siguientes facultades y extensiones:
- Facultad de Ciencias de la Tierra- Ing. Geólogo, Ing. Geólogo Mineralogista, Ing. Geofísico, Ing. Petrolero, Técnico Superior Universitario.
- Facultad de Ciencias Forestales - Ing. Forestal, Ing. en Manejo de Recursos Naturales.
- Facultad de Contaduría Pública y Administración (Extensión)- Contador Público, Lic. en Administración, Lic. en Tecnologías de Información.
- Facultad de Enfermería (Extensión Linares) - Lic. en Enfermería.
- Facultad de Derecho y Criminología. (Extensión) - Lic. en Derecho y Lic. en Criminología.

La UANL comenzó la construcción de un Polideportivo con 20 especialidades, que tendrá una inversión de 150 millones de pesos. Se construirá en una extensión de ocho hectáreas que incluye residencias, área administrativa, salón polivalente, comedor, gimnasio, pabellones deportivos, centro médico, baños vestidores, área de mantenimiento y bodega, campo de softball, canchas de básquetbol y voleibol, campo de soccer y fútbol americano, además de canchas de tenis y vita pista.

## Economía
El comercio, la ganadería y la agricultura y las ventas de las auténticas glorias de linares juegan un papel importante en la vida económica de la ciudad en general.
En la ganadería se cuentan con grandes hatos de reses, borregos y cabras. El Centro de Producción Agropecuaria de la UANL, produce el ganado vacuno de alto registro de la raza Simmental. En la agricultura se cuenta con la producción de granos como: maíz, sorgo, trigo, nuez, así como, cítricos (naranja, mandarina y toronja) han sido parte importante de la industria en la elaboración de jugos y concentrados, así como la producción de conservas de frutas para exportación a los Estados Unidos de América.
Hay industria artesanal de fabricación de puertas, ventanas, cubetas, baños. La manufactura de cajas de carrocería para transporte de carga tiene amplia tradición. Hay una planta de rebombeo de hidrocarburos operada por la paraestatal de petróleo en México PEMEX.
Desde mediados del siglo XX operan manufactureras artesanales de dulces regionales hechos a base de leche de vaca y de cabra como son las tradicionales glorias, marquetas de leche quemada, encanelados, besos indios y natillas, entre otros. La fábrica más tradicional es La Guadalupana y la fábrica de dulces Productos de Leche San Pablo, que elabora las tradicionales glorias. Con la instalación de la fábrica de dulces de Brach's, que trasladó su producción de Chicago, Estados Unidos de América a Linares, ésta pasó a ser la ciudad más dulce de México, por la cantidad de dulces que se elaboran en su territorio.
Entre las empresas se encuentran ensambladoras de cables, maquiladoras de ropa, procesadoras de frutas y alimentos, procesadoras de dulces, fábricas de muebles de madera, fábricas de carrocerías, fábrica de ductos de aire y ensamblado de motores sumergibles, fábrica de envases de plástico y una procesadora de leche, entre otras.
- La ensambladora de cables para la industria automotriz Deccsrl (Delphi Ensamble de Cables y Componentes, Sociedad de Responsabilidad Limitada) del grupo Delphi.
- Fábrica de cereales de Kellog's.
- Empacadora de comida mexicana de Alfa, división alimentos (Sigma).
- Fábrica de chocolates, dulces y caramelos Brach's.
- Transportes Tamaulipas del Grupo Senda.

Además, cuenta con otras fábricas de la industria de aviación, de vestimenta para marcas reconocidas como Nike, o maquiladoras de ropa para hospitales y cárceles.

## Cultura
Linares cuenta con el primer centro cultural fuera del área metropolitana de Monterrey,  donde se alberga el Teatro de la Ciudad con capacidad para 600 personas y siendo inaugurado en 1985. Además están presentes la Biblioteca Central y dos Galerías de Exposiciones donde se exhiben obras de artistas nacionales e internacionales.
Existen 6 bibliotecas públicas y 18 salas de cultura, así como 3 salas de cultura en el área rural. La ciudad alberga a la Casa de la Cultura, donde se imparten cursos gratuitos de música, danza, teatro, literatura, artes visuales a la comunidad; además de tener una banda municipal que deleita con su música los jueves y domingos en la Plaza de Armas; hay rondallas, coros, ballets folclóricos, entre otros.
Además, tiene el festival de música en el mes de octubre, el de Semana Santa en marzo-abril, el festival de artes plásticas en noviembre, y las fiestas de Villaseca en agosto. Es el primer municipio fuera del área metropolitana en participar en un festival internacional en Francia, mediante el ballet folclórico municipal, que acudió al festival de Plozevet 2006.
El Museo de Historia Regional de Linares o Museo de Linares ofrece exhibiciones desde los primeros pobladores que colonizaron el valle del Río Pablillo y Río Hualahuises, así como uno de los perfiles de suelos más grandes del Norte de México. Además del desarrollo histórico, político y económico de Linares, tiene muestras itinerantes entre las que destacan las esculturas de Rodin de la colección Museo Soumaya de la Ciudad de México. El Museo de Linares se mantiene principalmente con fondos privados.
En la Facultad de Ciencias de la Tierra de la UANL se cuenta con colecciones de fósiles y minerales. Por ser custodio del Instituto Nacional de Antropología e Historia, alberga una de las colecciones de fósiles más importantes del norte de México. Además, en 1994 la Universidad de Princeton, de Princeton, Nueva Jersey, Estados Unidos de América, donó su colección de fósiles acumulada desde mediados del siglo XIX a esta Facultad.
El Museo Pablo Salce Arredondo alberga petroglifos que datan de la época precolombina y son muestra de los antiguos grupos nómadas que poblaban el norte de México como los comepescados, que se encuentran dentro del escudo de armas de la ciudad de Linares.

## Atractivos turísticos y naturales
La carretera federal n.º 60 pasa a unos cuantos kilómetros de la comunidad Las Crucitas donde hay manantiales de aguas refrescantes en rocas de conglomerado.
La carretera federal n.º 60 que conduce a Iturbide entra al Cañón de Santa Rosa, donde se pueden admirar las formaciones rocosas de la Sierra Madre Oriental, que se encuentran plegadas formando estructuras espectaculares. En los meses de septiembre y octubre es probable que esté surgiendo agua subterránea en la Caverna del Volcán de Jaures, un manantial kárstico dentro de las rocas de Formación Cupido del Cretácico inferior. De este surge en sus máximos caudales más de 1 metro cúbicos por segundo. El agua de este manantial tiene una refrescante temperatura de 20 °C.
En el km 12 de la carretera a Cerro Prieto se encuentra el casco de la antigua Hacienda de Guadalupe que data de 1667 y se encuentra bajo resguardo del INAH. A escasos 0.5 km se encuentran las arcadas del acueducto del antiguo molino de caña de azúcar, el más antiguo y el primer productor de caña de azúcar en el Norte de México. Desde 1982 alberga las instalaciones de la Facultad de Ciencias de la Tierra de la UANL.
La Presa Cerro Prieto, a 19 km al este de Linares, es un óptimo lugar para la pesca deportiva, campismo, esquí acuático y wakeboard. En Semana Santa recibe a más de 8,000 visitantes entre ellos turistas internacionales. El área que ocupa el Centro Recreativo Cerro Prieto es de 12,594 m² en los que se cuenta con instalaciones que incluyen palapas, servicios sanitarios, área para acampar y estacionamiento.
Los manantiales termales de aguas azufrosas de los Baños de San Ignacio en la comunidad Curricán-El Gallo, cerca de 31 km al este de Linares, es una amplia área de unos 40 kilómetros cuadrados donde emergen manantiales de hasta 37 °C de temperatura. Es un área pantanosa con una muy especial flora y fauna endémicas.
El Jardín Botánico de la Facultad de Ciencias Forestales en el km 145 de la carretera federal n.º 85, cuenta con una amplia colección de cactáceas y plantas nativas del Noreste de México. El parque acuático El Nogalar, en el que puede disfrutar toboganes, río lento, alberca de olas, chapoteaderos, es un centro recreativo que espera a los turistas del estado, del país y del extranjero.

### La Petaca
Hay una congregación cercana a Linares conocida como La Petaca, donde cuenta la leyenda que llegaron los primeros evangelizadores e hicieron en estas tierras de brujos un exorcismo y encerraron a los espíritus en una petaca (o baúl) para luego lanzarlo al río. La Petaca era una congregación de brujos y curanderos famosos en la región del Norte de México y del Sur de los Estados Unidos de América. Los viernes era "día de consulta", pero dicha labor ya no se hace en la actualidad.

## Gobierno
El Presidente municipal de la Administración 2024-2027 es el Ing. Gerardo Guzmán (MORENA).
El distrito 25.º lo componen tres municipios: Linares, Hualahuises y Rayones, con Linares como cabecera. El diputado representa esta zona ante el Congreso del Estado.
Diputado federal 9.

## Ciudades homónimas
| - Linares, Andalucía, España - Linares, Maule, Chile - Linares, Nariño, Colombia |